# تانتالم
تانتالیوم (به انگلیسی: Tantalum) عنصر شیمیایی است که با نشان Ta و عدد اتمی ۷۳ در جدول تناوبی وجود دارد. تانتالیوم فلزی واسطه براق، سخت، کمیاب و به رنگ آبی خاکستری است. سنگین، انعطاف‌پذیر، بسیار سخت، به‌شدت در برابر اسیدها مقاوم و از هدایت الکتریکی و حرارتی خوبی برخوردار می‌باشد. این فلز در دماهای زیر ۱۵۰ درجه سانتیگراد، کاملاً از حملات شیمیایی مصون است و فقط توسط اسید هیدروفلوئوریک، محلول‌های اسیدی حاوی یون فلورید و گوگرد تری‌اکسید آزاد مورد حمله قرار می‌گیرد. تنها نقطه ذوب تنگستن و رنیم از این عنصر بیشتر است (نقطه ذوب K 3290 و نقطه جوش K 5731). در کانی تانتالیت وجود دارد. به دلیل عدم واکنش تانتالیوم با مایعات بدن، در وسایل جراحی و پیوندها بکار می‌رود.پنتاگون واردات این عنصر را از ایران، کره شمالی ،روسیه ، چین ممنوع کرده‌است

## تاریخچه
تانتالم در سال ۱۸۰۲ توسط آندرس گوستاف اکه‌برگ در سوئد کشف شد و در سال ۱۸۲۰، به‌وسیلهٔ یاکوب برسلیوس جداسازی شد. بسیاری از شیمیدانان معاصر تا سال ۱۸۴۴ تصور می‌کردند نیوبیم و تانتالم عناصری مشابه هستند تا اینکه پس از سال ۱۸۶۶ محققان اثبات کردند اسیدهای نیوبیم و تانتالم ترکیباتی متفاوت می‌باشند.
محققان در ابتدا فقط توانستند نوع ناخالص این فلز را جدا کنند و اولین شکل نسبتاً خالص و انعطاف‌پذیر این فلز در سال ۱۹۰۳ به‌وسیلهٔ ورنر فون بولتون تولید شد. پیش از تنگستن از سیم‌های باریک تانتالم در لامپ استفاده می‌شد.
نام این عنصر از نام تانتالوس، پدر نایوبی در اسطوره‌شناسی یونانی گرفته شده که پس از مرگ مجازات شد به‌ صورتیکه با میوه‌هایی رسیده بالای سرخود محکوم به ایستادن تا زانو در آب بود و هر دو حالت برای همیشه او را به هوس می‌انداخت؛ اگر برای نوشیدن آب خم شود، سطح آب پایین می‌رود و اگر برای چیدن میوه اقدام کند شاخه‌ها از دسترس او دور می‌شوند. این حالت مشابه خصوصیت عمومی واکنش‌ناپذیری تانتالم به حساب می‌آید. این عنصر در کنار معرفها قرار می‌گیرد، ولی تحت تأثیر آنها واقع نمی‌شود.

## استخراج
تانتالم، در کانی تانتالیت و اوکسنیت و سایر کانی‌ها (سامارسکیت و فرگوسونیت) یافت می‌شود. کانی‌های تانتالم در استرالیا، برزیل، کانادا، جمهوری دموکراتیک کنگو، موزامبیک، نیجریه، پرتقال و تایلند استخراج می‌شوند. تانتالیت اکثراً به همراه کلمبیت در سنگ معدنی به نام کلتان وجود دارد
مراحل پیچیده‌ای برای جداسازی تانتالم از نیوبیم بکار گرفته می‌شود. برای تولید تجاری این عنصر باید از یکی از روشهای متفاوت این کار استفاده نمود، مثلاً الکترولیز فلوروتنتالات پتاسیم مذاب، کاهش فلوروتنتالات پتاسیم با سدیم یا به‌وسیلهٔ واکنش کاربید تانتالم با اکسید تانتالم. تانتالم همچنین یک محصول جانبی از استخراج قلع می‌باشد.

## کاربردها

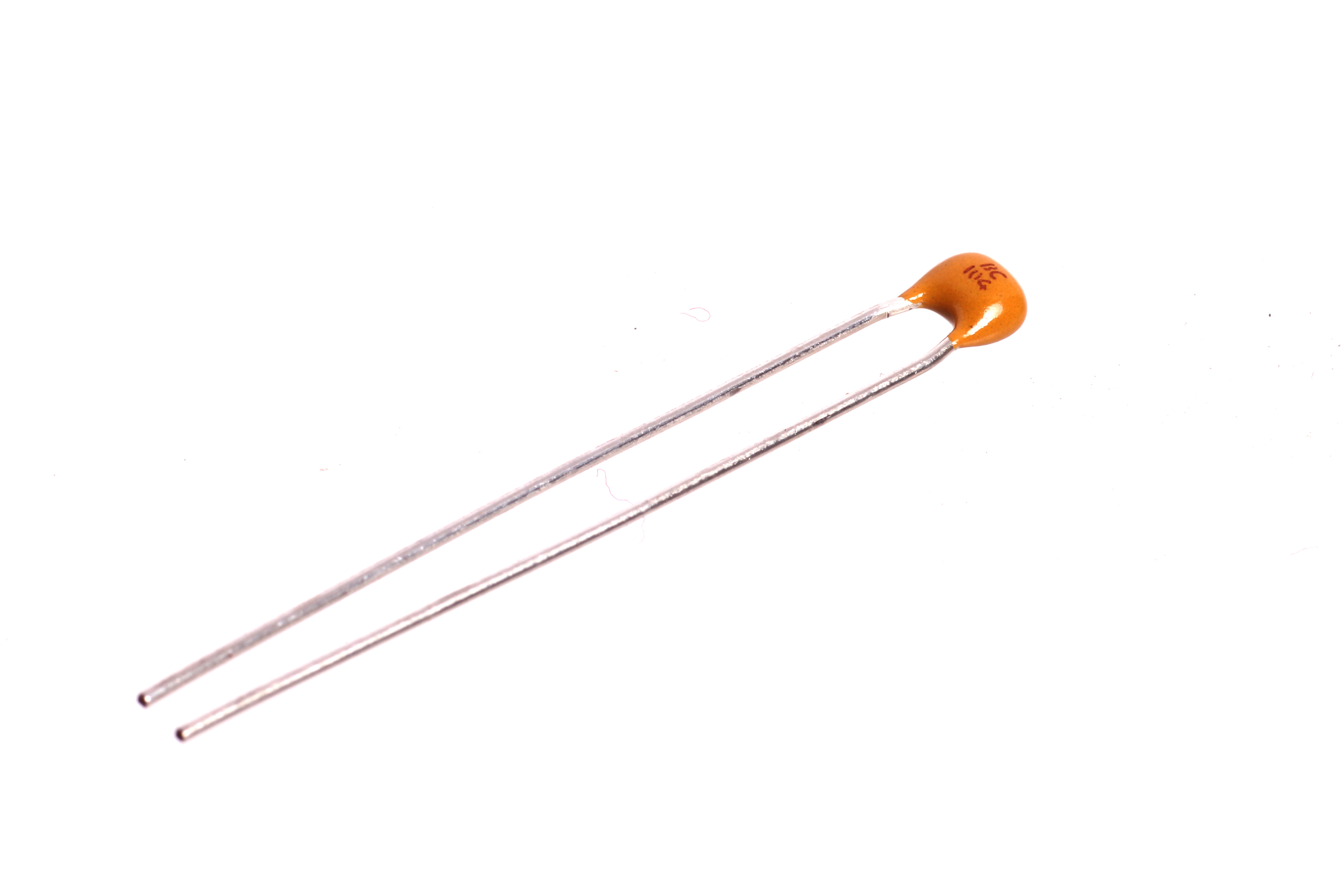
تانتالیوم

کاربرد اصلی تانتالم، به‌صورت پودر فلزی در تولید قطعات الکترونیکی، عمدتاً خازنهای تانتالم می‌باشد. موارد استفاده از خازنهای تانتالم، بیشتر در تلفن‌های سیار، پیجرها، رایانه‌ها و الکترونیک موتوری است. از تانتالم همچنین جهت تولید آلیاژهای مختلفی که دارای نقاط ذوب بالا، مقاومت و انعطاف‌پذیری هستند، استفاده می‌شود.
تانتالم با عناصر دیگر آلیاژهایی می‌سازد که در تولید ابزارهای کاربید برای وسایل فلزکاری و در تولید ابر آلیاژها برای قطعات موتورهای جت، ابزار فرایندهای شیمیایی، رآکتورهای هسته‌ای و قطعات موشک بکار می‌روند. این فلز، انعطاف‌پذیر بوده و می‌توان آن را به شکل سیمهای ظریفی تبدیل نمود که به‌عنوان یک افروزه جهت تبخیر فلزاتی همچون آلومینیوم بکار می‌روند.
چون در برابر واکنش مایعات بدن مصون است و تحریک کننده نیز نمی‌باشد، در ساخت وسایل جراحی کاربرد وسیعی دارد. از اکسید تانتالم برای ساخت شیشه‌هایی با ضریب شکست بالا جهت لنز دوربین استفاده می‌شود. علاوه بر اینها از این فلز در تولید قسمتهای کوره خلأ استفاده می‌گردد.

## ایزوتوپ‌ها
تانتالم به‌طور طبیعی دارای دو ایزوتوپ می‌باشد، Ta-181 که ایزوتوپی پایدار است و Ta-180 که ایزوتوپ رادیواکتیو است که خیلی سریع به یک ایزومر هسته‌ای با نیم عمر بیش از ۱۵ ۱۰ سال تبدیل می‌شود.

## هشدارها
ترکیبات دارای تانتالم به‌ندرت مشکل ساز بوده. اما باید آن را سمی به حساب آورد. شواهدی مبنی بر تومور زایی ترکیبات تانتالم وجود دارد و گرده فلز آن، خطر انفجار و احتراق در پی دارد.

## خواص فیزیکی عنصر تانتال
- عدد اتمی: ۷۳
- جرم اتمی: ۱۸۰٫۹۴۷۹
- نقطه ذوب: C° ۳۰۱۷
- نقطه جوش: C° ۵۴۵۸
- شعاع اتمی: Å ۲٫۰۹
- ظرفیت: ۵
- رنگ: خاکستری
- حالت استاندارد: جامد